# Zamek w Tintagel

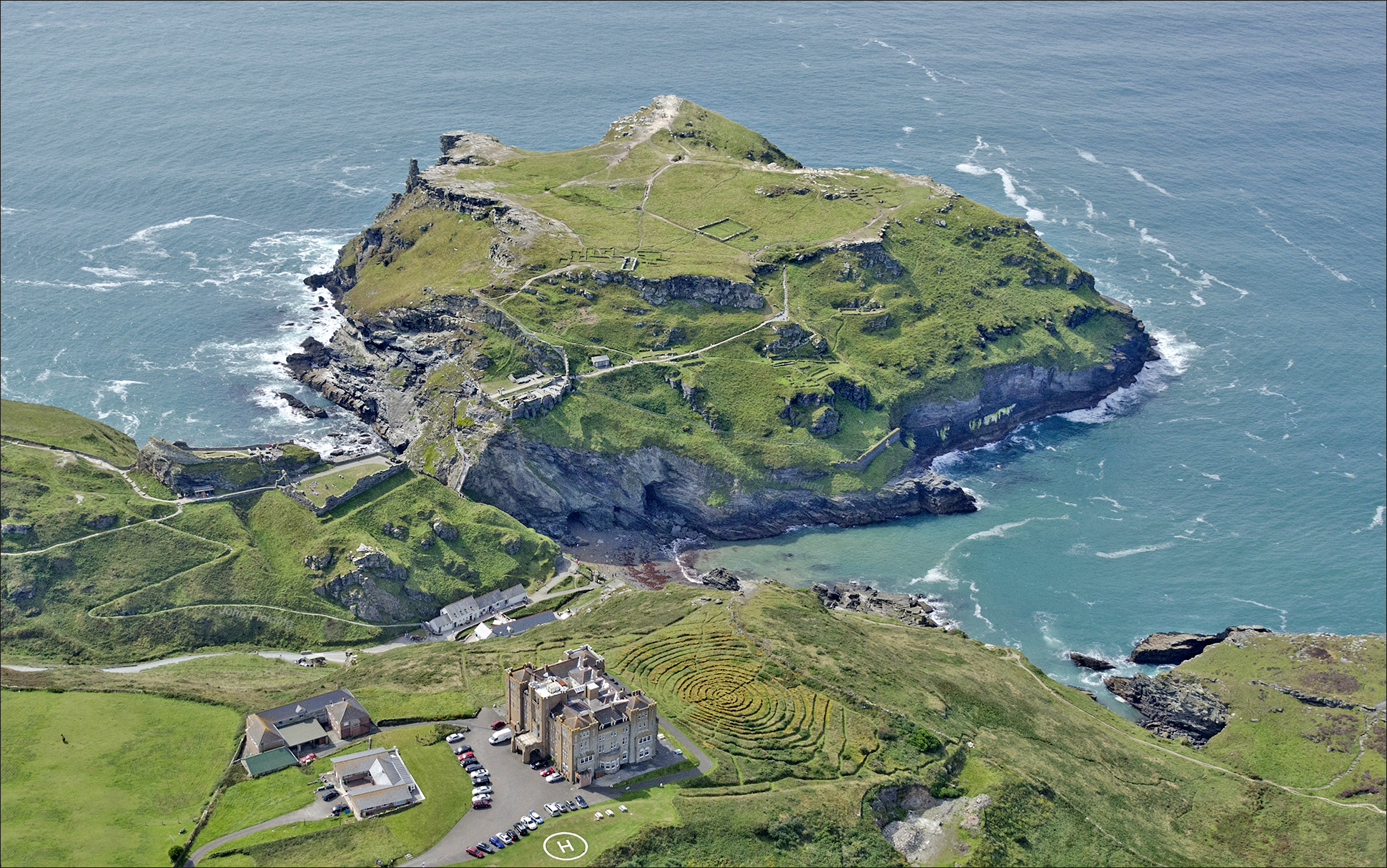
Widok na ruiny zamku i otaczających go zabudowań; na pierwszym planie XIX-wieczny hotel Camelot Castle

Zamek w Tintagel (ang. Tintagel Castle) – średniowieczny zamek, obecnie w stanie ruiny, w południowo-zachodniej Anglii (Wielka Brytania), położony na północnym wybrzeżu Kornwalii, u nasady wysuniętego w Morze Celtyckie skalistego cypla, nieopodal wsi Tintagel. Domniemane miejsce narodzin króla Artura, bohatera legend arturiańskich.
Ruiny zamku z XIII wieku oraz pozostałości innych okolicznych zabudowań stanowią zabytek archeologiczny (scheduled monument). Obiektem zarządza organizacja English Heritage, która udostępnia go zwiedzającym.

## Historia
Najstarsze odnalezione ślady ludzkiego osadnictwa w tym miejscu – ceramika, piece i ślady po zabudowaniach wykonanych z pali – pochodzą z III–IV wieku n.e., z czasów okupacji rzymskiej. W V–VI wieku istniała tu ufortyfikowana osada, znaczący ośrodek brytońskiego królestwa Dumnonii. Był to wówczas ważny ośrodek handlu zagranicznego, o czym świadczą duże ilości odnalezionej tu ceramiki pochodzącej z regionu Morza Śródziemnego. Osada została opuszczona najprawdopodobniej w VII wieku.
Odniesienia do Tintagel pojawiły się w legendach arturiańskich. W opublikowanej około 1137 roku Historii królów Brytanii (Historia Regum Britanniae) autorstwa Geoffreya z Monmouth Tintagel podany jest jako miejsce narodzin króla Artura. Z kolei w najstarszych wersjach legendy o Tristanie i Izoldzie, spisanych w XII wieku, Tintagel figuruje jako rezydencja króla Marka. W latach 1233–1236 Ryszard, hrabia Kornwalii (brat króla Anglii, Henryka III) nabył te ziemie i wkrótce polecił budowę zamku. Kierowały nim prawdopodobnie względy prestiżowe, chęć wykreowania siebie jako spadkobiercy legendarnych władców Kornwalii, bowiem lokalizacja ta pozbawiona była większego znaczenia strategicznego. Zamek popadł w ruinę nie później niż w drugiej połowie XV wieku, o czym świadczy m.in. podanie Williama z Worcester (1478).

## Opis
Zamek położony jest u nasady cypla (zwanego „wyspą” – The Island lub Tintagel Island), na wybrzeżu klifowym. Część północna – na samym cyplu – obejmuje wielką salę i obmurowany dziedziniec, a część południowa – na lądzie stałym – przedzamcze i bramę wjazdową. Całość znajduje się w ruinie. Zamek pozbawiony był donżonu. Obie części zamku rozdziela głęboka przepaść, nad którą przebiega otwarty w 2019 roku most pieszy.